# Port lotniczy Jyväskylä
Port lotniczy Jyväskylä (IATA: JYV, ICAO: EFJY) – port lotniczy położony 20 km na północ od centrum Jyväskylä, w miejscowości Tikkakoski, w prowincji Finlandia Zachodnia, w Finlandii.
W 2019 roku lotnisko obsłużyło 66 572 osoby, co dawało mu status 12. lotniska w kraju pod tym względem. W 2020 roku obsłużyło 10 590 pasażerów.
Lotnisko powstało w 1939 roku jako obiekt wojskowy. Pierwszy komercyjny lot odbył się w 1945 roku. W 1960 roku otwarto pierwszy budynek terminala, który został w 1988 zastąpiony nowym.

## Linie lotnicze i połączenia
| Linia lotnicza   | Kierunek                              |
| ---------------- | ------------------------------------- |
| Avion Express    | Sezonowe czartery: 1. Chania 2. Rodos |
| Finnair          | 1. Helsinki                           |
| Pegasus Airlines | Sezonowe czartery: 1. Antalya         |